# Dominique Di Piazza
Dominique Di Piazza (Lione, 1959) è un bassista francese.
Lo stile musicale introdotto da Di Piazza ha influenzato numerosi bassisti sia in Europa che negli USA come Matthew Garrison, Adam Nitti e Lucas Pickford.

## Biografia
Di origini siciliane, crebbe in una comunità zingara in Francia, comunità di cui faceva parte il patrigno.
Scoprì il basso elettrico nel 1979 dopo aver ascoltato Jaco Pastorius, a quel tempo bassista dei Weather Report.
Già chitarrista autodidatta, sviluppò una caratteristica tecnica che consisteva nel pizzicare le corde del basso con pollice, indice e dito medio della mano destra, dandosi così la possibilità di aumentare notevolmente la velocità di esecuzione.
Dal 1991 al 1992 fece parte, con Trilok Gurtu, del trio di John McLaughlin, con il quale partecipò ad un tour mondiale composto da 300 concerti e alla registrazione dell'album Que Alegria.
Dopo una lunga parentesi durata sette anni come pastore protestante, partecipò assieme a Bireli Lagrene e Dennis Chambers al progetto musicale Front Page, con cui pubblicarono l'omonimo album. Il disco fu premiato con il premio "Victoires de la Musique" per il miglior album jazz dell'anno.
Nel 2003 pubblicò Seven Steps To Heaven, un album di dieci tracce registrato per l'etichetta discografica Wide Sound con Vic Juris, Giuseppe Continenza e Pietro Iodice, che si classificò 4° tra gli album jazz più venduti su iTunes, mentre il singolo "Stella By Starlight" conquistò 2* posto.
Tra il 2005 e il 2006 Di Piazza partecipò a un tour in vari paesi dell'Africa, tra cui Riunione, Mauritius e Madagascar, affiancato da Meddy Gerville, il pianista di Riunione, Jean-Marie Ecay alla chitarra e Horacio Hernández alla batteria. Da questa collaborazione nacque Jazz Amwin, album jazz con influenze maloya.
Nel 2006 registrò in India  un album con il mandolinista Uppalapu Shrinivas, il chitarrista Debashish Bhattacharya e i percussionisti V. Selvaganesh alla kanjira e Zakir Hussain ai tabla. Il frutto del loro lavoro, Samjanitha, fu pubblicato nel marzo 2008.
Ha anche registrato un album con il pianista italiano Antonio Faraò e il batterista francese André Ceccarelli dal titolo Woman's Perfume, uscito il 23 gennaio 2008.
Il 26 agosto 2008 vede la luce, sotto il nome di "Dominique Di Piazza Trio", il suo primo album da solista dal titolo Princess Sita.

## Discografia

### Solista
- 2003 - Seven Steps To Heaven con Vic Juris, Giuseppe Continenza e Pietro Iodice (Wide Sound)
- 2008 - Princess Sita con Nelson Veras e Manhu Roche (Picanto Records)